# نیکولا دوووشل
نیکولا دوووشل (فرانسوی: Nicolas Duvauchelle‎؛ زادهٔ ۲۷ مارس ۱۹۸۰) یک هنرپیشه اهل فرانسه است. وی از سال ۱۹۹۹ میلادی تاکنون مشغول فعالیت بوده‌است.
از فیلم‌ها یا برنامه‌های تلویزیونی که وی در آن نقش داشته‌است می‌توان به دردسر هرروزه، علف‌های وحشی، یتیم، مولن بزرگ و گلوله گمشده اشاره کرد.